# Längenbezogene Masse
Das Metergewicht, auch (lineare) Massebelegung oder Massenbelag, nach DIN: längenbezogene Masse 
ist die Masse, umgangssprachlich das Gewicht, eines Körpers pro Länge. Seine SI-Einheit ist kg/m. Es findet Anwendung bei der Charakterisierung von Eisenbahnschienen, Stahlträgern oder Saiten.

## Eisenbahnschienen

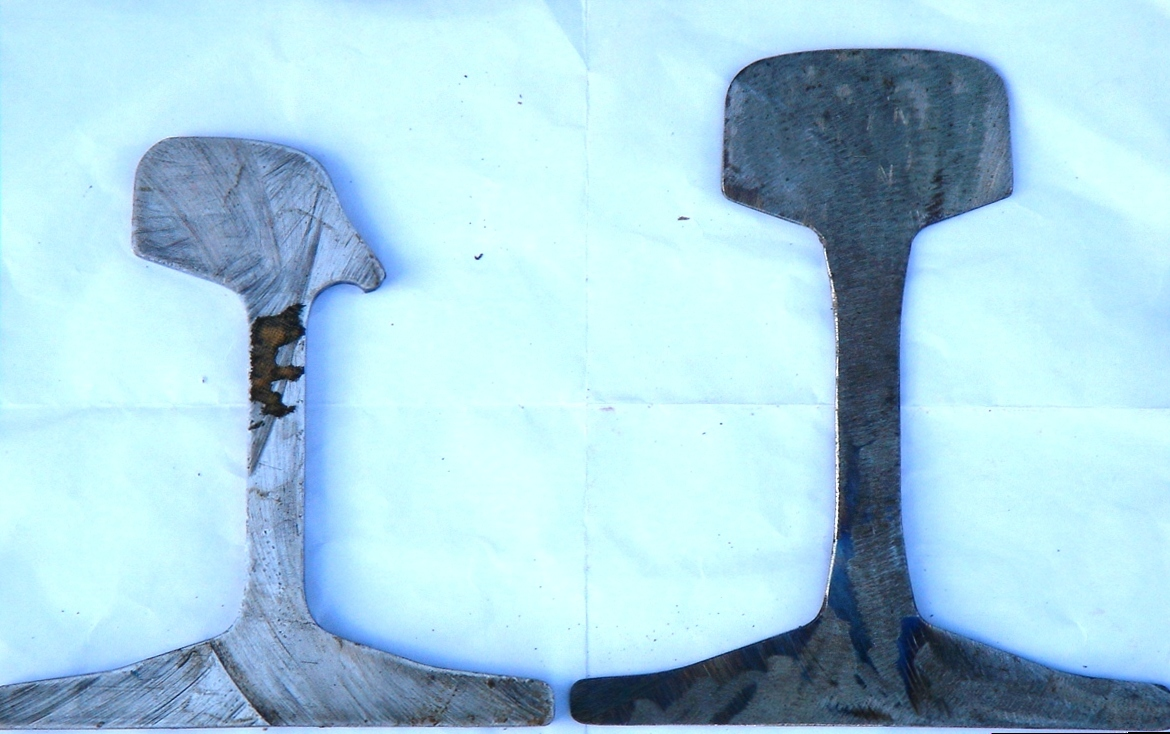
Übliche Schienenprofile: Links eine stark verschlissene Schiene mit 50 kg/m und rechts eine neue Schiene mit 60 kg/m

### Bedeutung
Das Laufmetergewicht oder kurz Metergewicht von Eisenbahnschienen ist ein wichtiger Faktor bei der Bestimmung der zulässigen Höchstlast (Meterlast und Achslast) und Höchstgeschwindigkeit. Vereinfacht gesagt; Je schwerer die Schiene ist, desto höher kann sie belastet werden; umso teurer ist sie jedoch, 

### Angloamerikanisches Maßsystem
Im angloamerikanischen Maßsystem ist bei Eisenbahnschienen die Angabe in Pfund pro Yard (lb/yd) oder in Pfund pro Fuß (lb/ft) üblich. Ein Pfund pro Yard ist nahezu halb so schwer wie ein Kilogramm pro Meter ({\displaystyle 1\;{\text{lb}}/{\text{yd}}=0,496\;{\text{kg}}/{\text{m}}}).
In eisenbahntechnischen Veröffentlichungen wird bei der Charakterisierung von Schienen häufig die Einheit auf pound verkürzt. Das heißt, eine "132-pound rail" wiegt 132 amerikanische Pfund pro Yard.

### Typische Werte
Bei europäischen Normalspurbahnen sind vor allem folgende Metergewichte bei Eisenbahnschienen üblich:
- 40 kg/m (81 lb/yd)
- 46 kg/m
- 50 kg/m (101 lb/yd)
- 54 kg/m (109 lb/yd)
- 56 kg/m (113 lb/yd)
- 60 kg/m (121 lb/yd)

In der Schweiz ist für Streckenklasse D4 der Einbau von Schienen mit 54 kg/m (54 E1 + 54 E2) und 60 kg/m (60 E1 + 60 E2) üblich. Das ehemalige SBB I Profil, sprich Schienen mit 46 kg/m (46 E1), wird meist nur noch in Bahnhöfen und Anschlussgleisen verwendet.
In den Vereinigten Staaten sind seit Mitte des 20. Jahrhunderts folgende Streckengewichte üblich:
- Mittelschwer (medium heavy): 112 bis 119 lb/yd (55,6 bis 59,0 kg/m)
- Schwer (heavy): 127 bis 140 lb/yd (63,0 bis 69,4 kg/m)

Streckengewichte von unter 100 lb/yd (49,6 kg/m) werden gelegentlich für wenig befahrene Nebenstrecken oder Light Rail genannte Stadtbahnen eingesetzt. Streckengwichte von 100 bis 120 lb/yd (49,6 to 59,5 kg/m) können noch für langsam befahrene Güterzugstrecken und für U-Bahnen eingesetzt werden, z. B. hat ein Großteil der New Yorker U-Bahn Schienen mit 100 lb/yd (49,6 kg/m). Hauptverkehrsstrecken werden normalerweise mit 130 lb/yd (64,5 kg/m) oder schwerer gebaut.

## Saiten
Bei Saiten sind die Eigenfrequenzen (Eigenmoden) proportional zu {\textstyle {\sqrt {\sigma /\rho }}}, wobei {\displaystyle \sigma } die Spannung und {\displaystyle \rho } die lineare Massenbelegung ist. Für niedrige Töne auf Musikinstrumenten werden daher dickere und schwerere Saiten, also solche mit größerer Massenbelegung verwendet.